# Conclave de 2025
Le conclave de 2025 est le conclave à l'issue duquel le cardinal Robert Francis Prevost est élu pape par le Collège cardinalice sous le nom de Léon XIV, successeur du pape François, mort le 21 avril 2025. Ce conclave se déroule du 7 au 8 mai et est précédé des congrégations générales du 22 avril au 6 mai, présidées par le cardinal Giovanni Battista Re. Il se tient au Vatican, dans la chapelle Sixtine, conformément aux règles établies par la constitution apostolique Universi Dominici gregis.

## Contexte

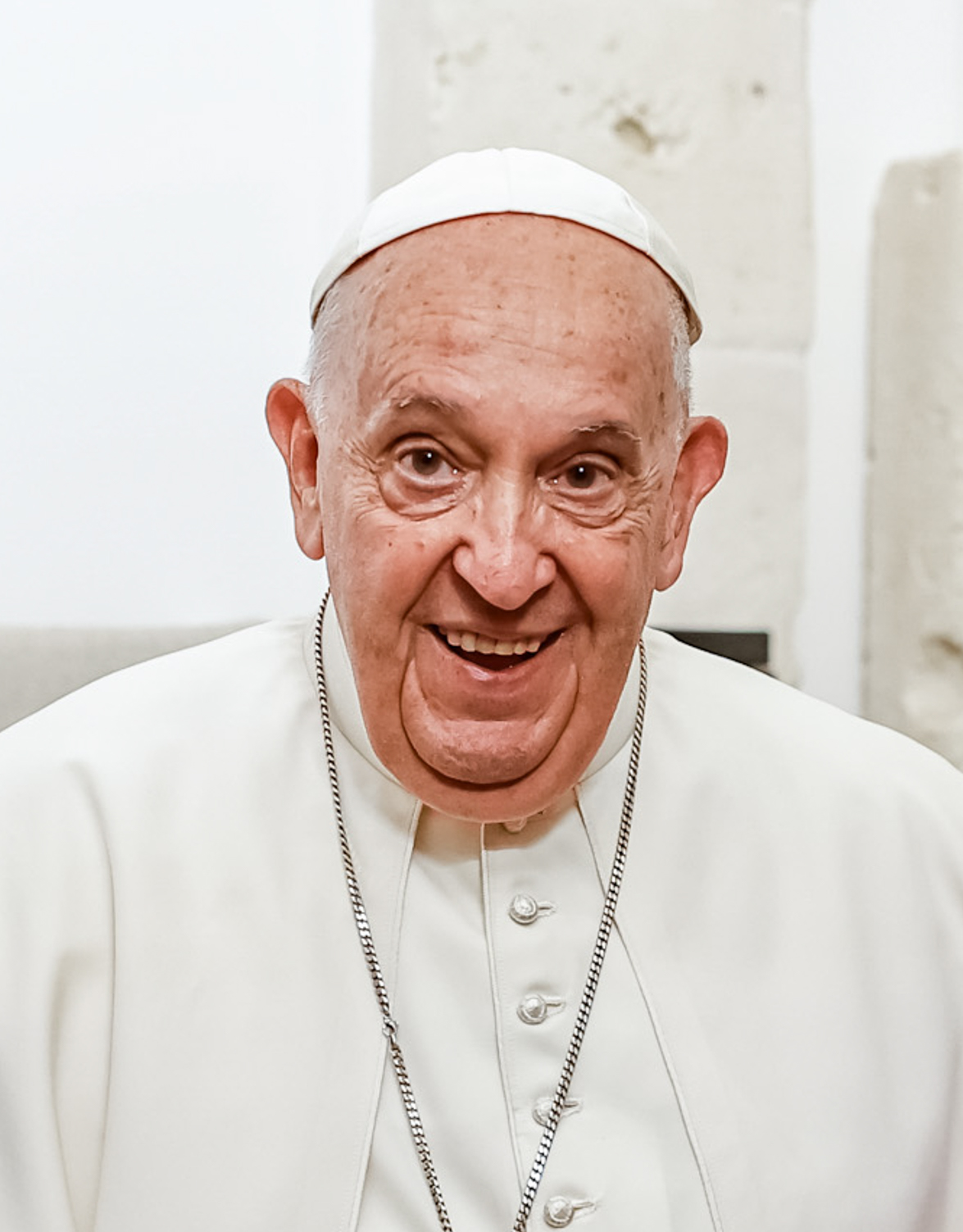
Le pape François en juin 2024.

Le pape François est élu lors du conclave de 2013. Après une hospitalisation du 14 février au 23 mars 2025 pour une pneumonie bilatérale, son état de santé semble légèrement s'améliorer fin mars. Sa dernière apparition publique, lors de la bénédiction Urbi et Orbi du 20 avril, est marquée par une grande fatigue, le pape déléguant la lecture de son message pascal.
Ce même jour, François reçoit le vice-président des États-Unis, J. D. Vance, au Vatican. Cette rencontre, centrée sur la justice sociale, la paix mondiale et la lutte contre la pauvreté, illustre son engagement pour le dialogue avec les leaders politiques, même dans un état de santé fragile.
Il meurt le lundi de Pâques (21 avril 2025), à l'âge de 88 ans, après un pontificat de plus de douze ans marqué par des réformes pastorales, un engagement pour la justice sociale, l'écologie et le dialogue interreligieux.

## Préparatifs

### Avant la mort du pape François
En décembre 2024, deux vaticanistes américains, Edward Pentin et Diane Montagna (en), mettent en ligne un site internet dressant le profil idéologique de chacun des cardinaux. Quelques années auparavant, la revue française spécialisée intitulée Cardinalis Magazine était lancée dans le but de permettre aux cardinaux de se connaître.

### Congrégations générales

Carte des principaux lieux du conclave.

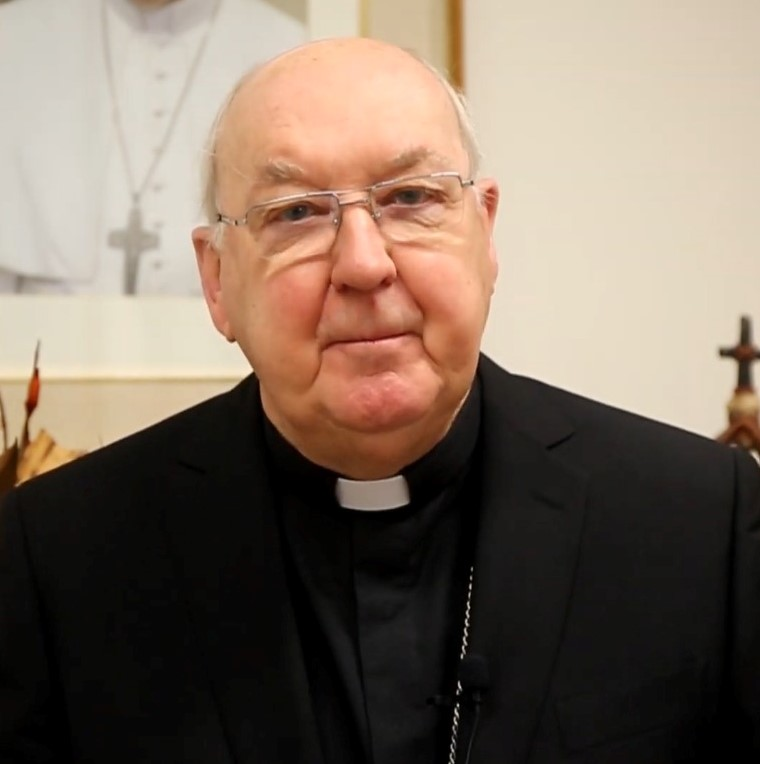
Le cardinal camerlingue Kevin Farrell.

Armoiries du camerlingue Farrell pendant la vacance.

La première congrégation générale a lieu le mardi 22 avril. Convoquée par le cardinal-doyen Giovanni Battista Re, une soixantaine de cardinaux se réunissent le lendemain de la mort du pape François. Simona Brambilla, première femme préfète de dicastère, y est par erreur invitée alors que seuls les cardinaux y sont admis. Après avoir prié pour le défunt pape, les cardinaux lisent des extraits de la constitution apostolique Universi Dominici gregis, qui fixe les règles de la vacance du Saint-Siège et l'élection du nouveau pape. Ce texte prescrit aux cardinaux, lors de leur première participation à une congrégation, de prêter serment d'observer les prescriptions de cette constitution, ce qui est alors fait. Après la lecture du testament du pape François par le camerlingue Kevin Farrell, la congrégation générale prend des décisions concernant l'organisation de ses funérailles. Les cardinaux procèdent au tirage au sort de ceux d'entre eux qui doivent participer, sous la présidence du camerlingue, aux congrégations particulières pendant trois jours, à savoir les cardinaux Pietro Parolin pour l'ordre des évêques, Stanisław Ryłko pour l'ordre des prêtres et Fabio Baggio pour l'ordre des diacres. Ils sont chargés de la gestion des affaires courantes. Le même jour, le Saint-Siège annonce que toutes les béatifications ainsi que la canonisation de Carlo Acutis sont reportées dans l'attente de l'élection d'un nouveau pape,.
La deuxième congrégation générale se déroule le mercredi 23 avril. Elle réunit 103 cardinaux. Le programme des novemdiales, période de deuil de neuf jours, est officiellement approuvé.
La troisième congrégation générale a lieu le jeudi 24 avril. Elle réunit 113 cardinaux. 34 d'entre eux s'y expriment, réfléchissant sur l'Église et le monde. Les cardinaux choisissent les deux prélats chargés de prononcer des méditations sur les problèmes de l'Église et sur le choix éclairé du nouveau souverain pontife. La première méditation sera celle de Donato Ogliari, abbé de Saint-Paul-hors-les-Murs et la seconde, qui ouvrira le conclave, sera prononcée par Raniero Cantalamessa, ancien prédicateur de la Maison pontificale.
La quatrième congrégation générale se déroule le vendredi 25 avril. Elle réunit 149 cardinaux à la veille des funérailles du pape François. La réunion consiste en la poursuite de la lecture de la constitution apostolique Universi Dominici gregis et des discussions sur « l'Église et le monde » durant lesquelles 33 cardinaux prennent la parole. La congrégation fixe aussi les derniers détails pour les funérailles du pape.
La cinquième congrégation générale a lieu le lundi 28 avril. Les cardinaux fixent la date du début du conclave au mercredi 7 mai. Trois d'entre eux sont tirés au sort pour participer aux congrégations particulières : Luis Antonio Tagle pour les cardinaux-évêques, Reinhard Marx pour les cardinaux-prêtres et Dominique Mamberti pour les cardinaux-diacres. Une vingtaine de cardinaux interviennent au cours de la congrégation générale, évoquant la relation avec le monde contemporain, l'évangélisation, la question des abus et les qualités du futur pape.
La sixième congrégation générale se déroule le mardi 29 avril. Elle réunit 183 cardinaux, dont 124 électeurs. Elle débute par une méditation de Donato Ogliari, abbé de Saint-Paul-hors-les-Murs. Une vingtaine de cardinaux s'expriment sur le rôle de l'Église dans le monde et les défis auxquels elle est confrontée et partagent leurs expériences sur différents continents. Le collège des cardinaux diffuse un message de remerciements pour les hommages rendus au pape François lors de ses funérailles.
La septième congrégation générale a lieu le mercredi 30 avril. Elle réunit 180 cardinaux, dont 124 électeurs. Les discussions ont principalement pour sujet la situation économique et financière du Saint-Siège, avec une présentation du cardinal Reinhard Marx, coordinateur du Conseil pour l'économie. Le cardinal Christoph Schönborn s'exprime en tant que président du conseil de surveillance de l'Institut pour les œuvres de religion. Les cardinaux Fernando Vérgez Alzaga et Konrad Krajewski expliquent respectivement les travaux de restructuration du gouvernorat de l'État de la Cité du Vatican et les activités de l'Aumônerie apostolique. D'autres thèmes sont abordés tels que la synodalité, la collégialité épiscopale, les vocations ou encore l'évangélisation.
Il n'y a pas de congrégation générale le 1er mai, fête de saint Joseph artisan, qui est un jour férié au Vatican.
La huitième congrégation générale se déroule le vendredi 2 mai. 25 cardinaux prennent la parole, s'exprimant sur de nombreux sujets : l'évangélisation, les Églises orientales, le nécessité d'annoncer l'Évangile, les abus sexuels, les scandales financiers, la liturgie, la droit canonique, la synodalité, l'importance de l'eucharistie, etc. Les cardinaux sont informés que deux électeurs seront absents du conclave pour des raisons de santé : Antonio Cañizares Llovera et John Njue.
La neuvième congrégation générale se déroule le samedi 3 mai. Elle réunit 177 cardinaux, dont 127 électeurs. Avant de débuter les discussions, un tirage au sort désigne les cardinaux chargés d'assister le camerlingue Kevin Farrell dans le cadre des congrégations particulières : Robert Francis Prevost pour l'ordre des cardinaux-évêques et Marcello Semeraro pour celui des cardinaux-diacres, Reinhard Marx étant confirmé comme représentant des cardinaux-prêtres en qualité de coordinateur du Conseil pour l'économie. 26 cardinaux s'expriment ensuite sur différents sujets : la communion au sein de l'Église, la promotion de la fraternité, le magistère et les initiatives du pape François (la nécessité de les poursuivre est soulignée), le rôle de la Curie, l'engagement de l'Église pour la paix, l'éducation, le jubilé en cours et l'œcuménisme.
La dixième congrégation générale a lieu le lundi 5 mai matin. Elle réunit 179 cardinaux, dont 132 électeurs ; 26 cardinaux s'expriment sur des sujets variés : importance du droit canonique, rôle de l'État de la Cité du Vatican, nature missionnaire de l'Église, rôle de Caritas, transmission de la foi, soin de la Création, guerre, divisions au sein de l'Église, etc. Les cardinaux évoquent le profil du futur pape, une « figure qui doit être présente, proche, capable d'être un pont et un guide, de favoriser l'accès à la communion pour une humanité désorientée et marquée par la crise de l'ordre mondial ; un pasteur proche de la vie réelle des gens ».
La onzième congrégation générale se déroule le lundi 5 mai après-midi. Les cardinaux se connaissant peu, ils décident de se réunir une deuxième fois le même jour. Une vingtaine d'entre eux s'expriment à nouveau sur des thèmes variés : immigration, guerre (avec des témoignages de cardinaux originaires de régions en conflit), synodalité, défi représenté par les sectes, etc. Les cardinaux affirment qu'ils doivent soutenir le futur pape.
La douzième et dernière congrégation générale a lieu le mardi 6 mai, veille de l'entrée en conclave. Elle réunit 173 cardinaux, dont 130 électeurs. 26 cardinaux prennent la parole sur des sujets divers : réformes du pape François (lutte contre les abus, transparence économique, réforme de la Curie, synodalité, engagement pour la paix et le soin de la Création), rôle essentiel du futur pape en faveur de la communion au sein de l'Église, réflexion canonique sur les pouvoirs du pape, pauvreté, nécessité de réunir plus souvent les cardinaux, martyrs actuels, dialogue œcuménique. Au cours de la réunion, l'Anneau du pêcheur et le sceau de plomb du pape François sont rendus inutilisables.

### Novemdiales

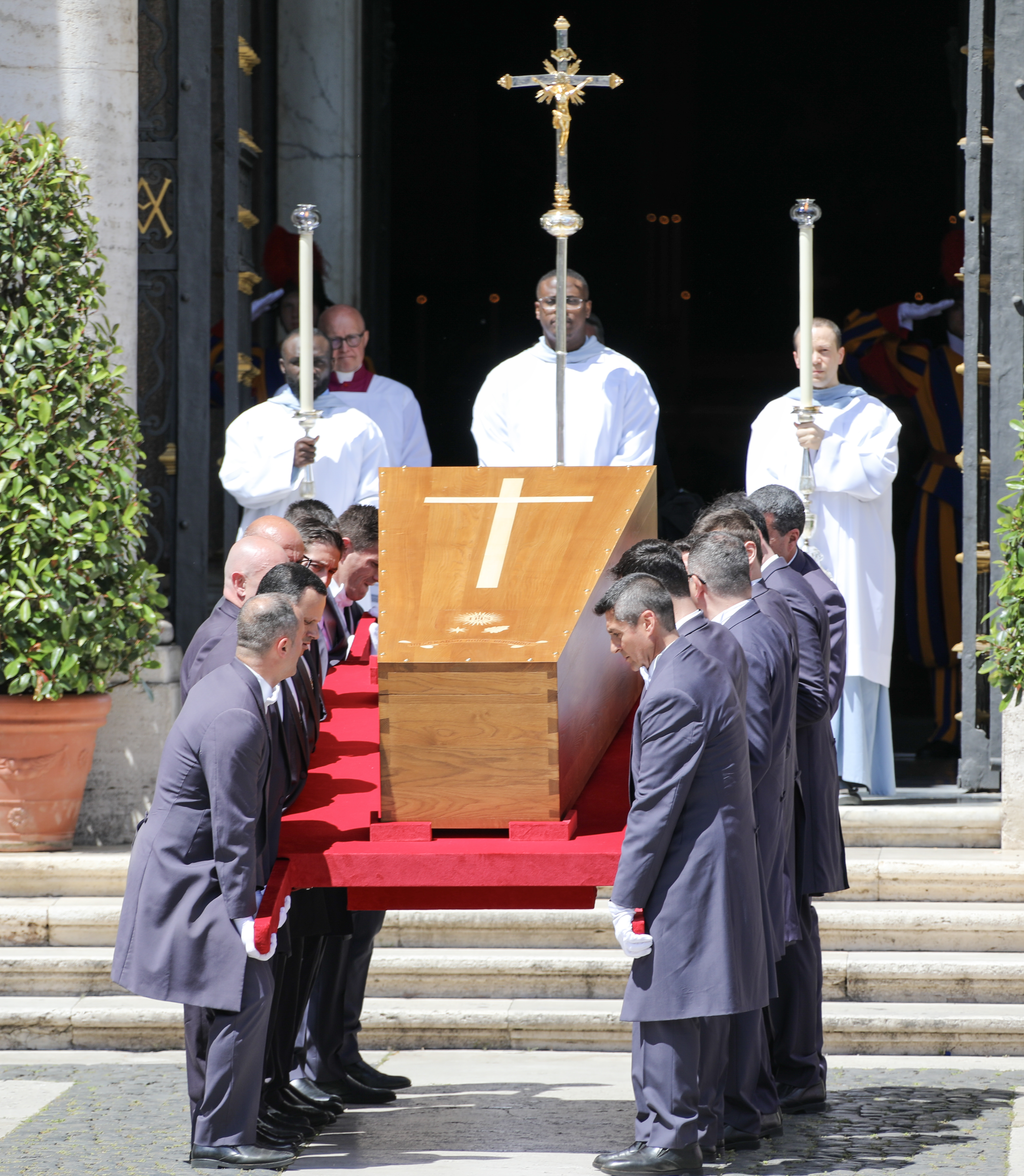
Le cercueil du pape François, lors de ses funérailles.

Selon une tradition ancienne renouvelée au XIXe siècle, neuf jours de deuil, les novemdiales, sont respectés après le décès d'un souverain pontife. Chaque jour, une messe est présidée par un cardinal dans la basilique Saint-Pierre afin de prier pour le repos de l'âme du pape défunt.
- Samedi 26 avril, premier jour : environ 220 cardinaux assistent aux funérailles du pape François sur la place Saint-Pierre, présidées par le doyen du Collège des cardinaux, le cardinal Giovanni Battista Re[27].
- Dimanche 27 avril, deuxième jour : les cardinaux assistent à la messe du deuxième dimanche de Pâques, présidée par le cardinal Pietro Parolin[28], secrétaire d'État émérite du Saint-Siège, en présence de nombreux adolescents présents pour leur jubilé.
- Lundi 28 avril, troisième jour : des groupes particuliers sont désormais invités à prier pour le pape François. Pour le diocèse de Rome[29] une messe, présidée par le cardinal Baldassare Reina, vicaire général du diocèse de Rome, est célébrée en présence des cardinaux[30].
- Mardi 29 avril, quatrième jour : la messe est présidée par le cardinal Mauro Gambetti, archiprêtre de la basilique Saint-Pierre, en présence des chapitres des basiliques papales[29].
- Mercredi 30 avril, cinquième jour : une messe réservée aux cardinaux est célébrée par le cardinal Leonardo Sandri, vice-doyen du Collège des cardinaux, en présence des membres de la chapelle papale[29].
- Jeudi 1er mai, sixième jour : la messe est célébrée par le cardinal camerlingue Kevin Farrell, à laquelle les membres de la Curie sont invités pour prier pour le défunt pape[29].
- Vendredi 2 mai, septième jour : les Églises catholiques orientales sont particulièrement invitées lors d'une messe présidée par le cardinal Claudio Gugerotti, préfet du dicastère pour les Églises orientales[29].
- Samedi 3 mai, huitième jour : le cardinal Ángel Fernández Artime, pro-préfet du dicastère pour les instituts de vie consacrée et les sociétés de vie apostolique, célèbre la messe en présence des membres des instituts de vie consacrée et des sociétés de vie apostolique[29].
- Dimanche 4 mai, neuvième et dernier jour : la messe, réservée aux cardinaux, est célébrée par le cardinal protodiacre Dominique Mamberti[29].

### Organisation du conclave

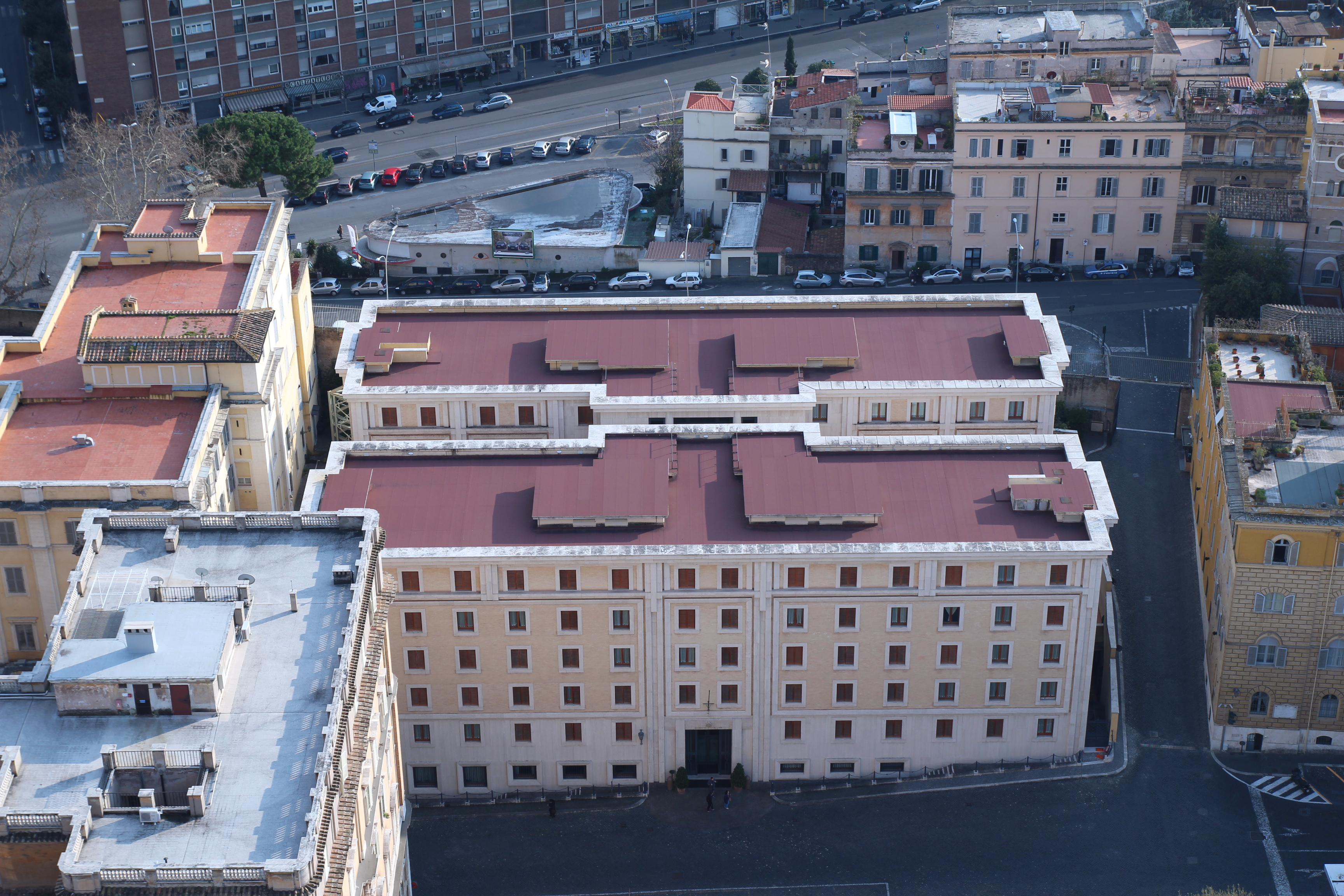
Les cardinaux participant au conclave résidaient à la résidence Sainte-Marthe.

Dès le 22 avril 2025, lendemain de la mort du pape François, il est demandé aux personnels de la Maison pontificale vivant à la résidence Sainte-Marthe avec le pape (dont l'appartement a été placé sous scellés), de quitter les lieux,. C'est en effet là, conformément à la constitution apostolique Universi Dominici gregis, que les cardinaux électeurs doivent loger durant le conclave. Pour en assurer la sécurité et la confidentialité, des dispositifs sont peu après installés pour brouiller les signaux, empêchant les communications avec l'extérieur, et les fenêtres sont recouvertes d'un film opaque,. Seule la suite 201 — l'appartement du souverain pontife défunt — demeure inoccupée pendant cette période.
La chapelle Sixtine ferme à partir du 28 avril afin de la préparer à accueillir le conclave. Un faux plancher en bois, ainsi que des tables, des chaises et un poêle où seront brûlés les bulletins des cardinaux sont installés. La cheminée, qui annonce au monde l'élection d'un pape par la fumée blanche, est installée sur le toit par les pompiers du Vatican le 2 mai. Les techniciens procèdent à l'obscurcissement des vitres du palais apostolique ; il est prévu que douze d'entre eux restent près de la chapelle pendant le conclave en cas de besoin.
Le 5 mai, à 15 heures, devant le cardinal camerlingue et les trois cardinaux assistants, les officiels et le personnel du conclave prêtent serment dans la chapelle Pauline, conformément à la constitution apostolique Universi Dominici gregis. Cela concerne le secrétaire du conclave Ilson de Jesus Montanari, le maître des cérémonies pontificales Diego Ravelli, les cérémoniaires, le prêtre choisi pour seconder le président du conclave, les religieux de la sacristie pontificale, des religieux pour les confessions, des médecins et infirmiers, le personnel chargé de la cantine et du ménage, des fleuristes, des techniciens, des personnes chargées du transport des cardinaux, le colonel Christoph Graf et un major des gardes suisses chargés de surveiller la chapelle Sixtine ainsi que d'autres personnes de sécurité. Tous jurent de garder le secret sur le déroulement du conclave sous peine d'excommunication.

## Cardinaux électeurs et papables

### Composition du collège des cardinaux électeurs

Répartition des cardinaux électeurs, présents au conclave, par continent.
Italie (17)
Europe (hors Italie) (35)
Amérique du Nord et centrale (20)
Amérique du Sud (17)
Afrique (17)
Asie et Océanie (27)

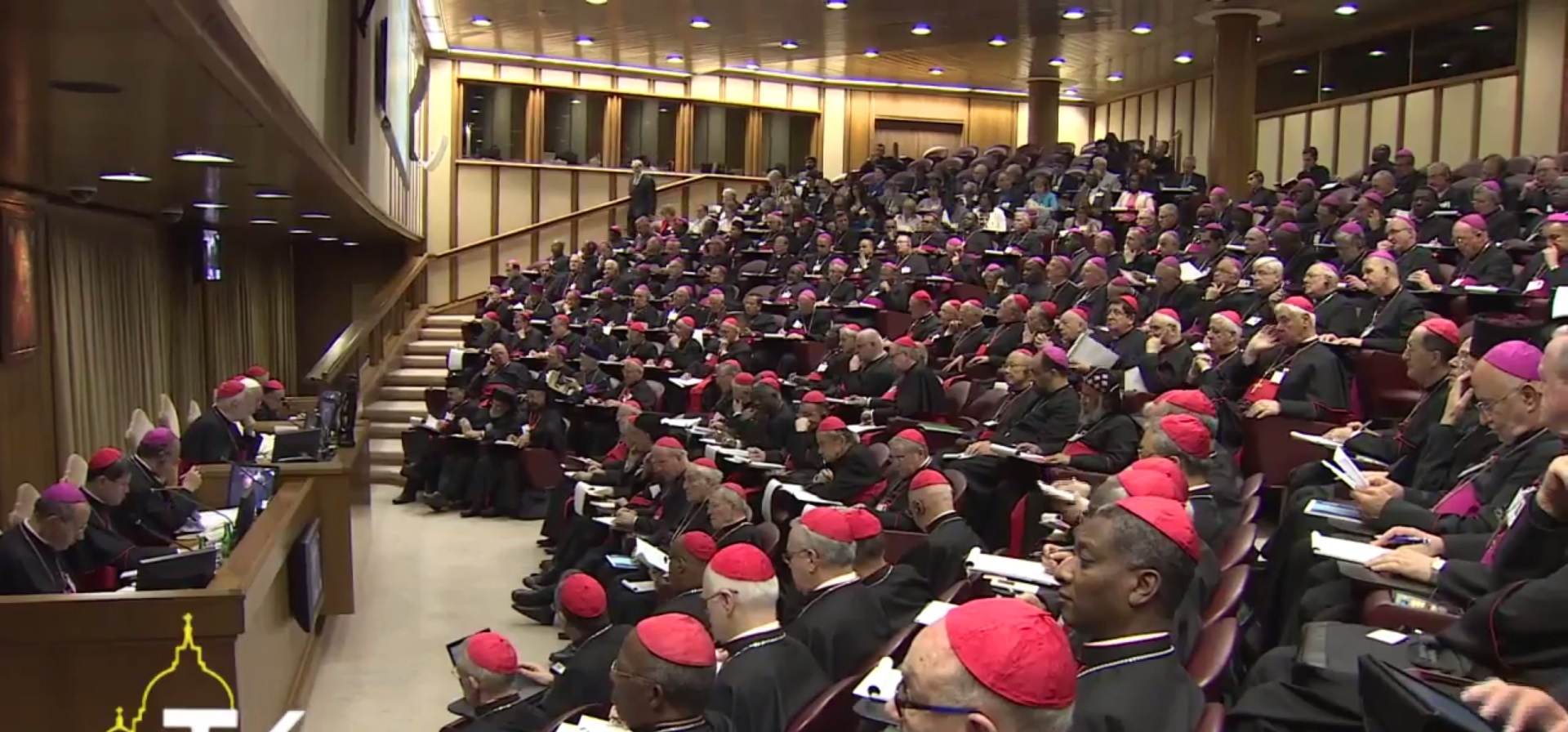
Cardinaux et évêques dans la Nouvelle salle du synode, à l'étage de la salle Paul VI (photographiée en 2014), l'un des lieux des congrégations générales avant le conclave.

Au 21 avril 2025, on compte 252 cardinaux, dont 135 âgés de moins de 80 ans, qui peuvent voter lors du conclave. Les nominations de François ont diversifié le Collège cardinalice, renforçant principalement la représentation de l'Asie et de l'Afrique. 
Depuis la promulgation en 1975 de la constitution apostolique Romano pontifici eligendo (remplacée en 1996 par une autre, Universi Dominici gregis), le nombre maximum de cardinaux électeurs est fixé à 120. Le conclave de 2025 est le premier où il y en a plus,.
Toutefois, tout cardinal âgé de moins de 80 ans qui n'a pas renoncé à son droit de vote (ou qui n'en a pas été privé) a le droit de voter lors d'un conclave en vertu du droit canonique. De nombreux juristes du droit canonique sont d'avis que le pape fait une exception à ses propres règles lorsqu'il nomme plus d'électeurs que spécifié dans Universi Dominici gregis, auquel cas les 136 cardinaux de moins de 80 ans sont éligibles pour participer au conclave, à l'exception d'Angelo Becciu. Le collège des cardinaux confirme le 30 avril que « les cardinaux dépassant le nombre limite ont acquis […] le droit d'élire le pontife romain à partir du moment de leur création et de leur nomination ».
Après les défections des cardinaux Antonio Cañizares Llovera et John Njue pour raison de santé, avec un âge moyen de 69 ans, les 133 cardinaux qui participent de facto au conclave constituent l'assemblée la plus jeune pour l'élection d'un pape depuis des décennies.
Cependant, il n'y a que 129 chambres dans la résidence Sainte-Marthe, prévue pour loger les cardinaux durant le conclave, et les appartements du pape François installés dans la résidence sont inutilisables car ils sont mis sous scellés. Selon le journaliste Marco Felipe Perfetti, les cardinaux seront logés dans 2 résidences distinctes placées l'une en face de l'autre.
La répartition géographique des 133 cardinaux électeurs est la suivante :
- Italie : 17 cardinaux ;
- Reste de l'Europe : 35 cardinaux ;
- Asie : 23 cardinaux ;
- Amérique du Nord : 16 cardinaux ;
- Amérique du Sud, centrale et Caraïbes : 21 cardinaux ;
- Afrique : 17 cardinaux ;
- Océanie : 4 cardinaux ;

### Pronostics des médias
En théorie, tout catholique baptisé de sexe masculin peut être élu, mais en pratique, depuis 1389, les papes sont choisis parmi les cardinaux. Les spéculations médiatiques mettent en avant plusieurs papabili, notamment :
- Fridolin Ambongo Besungu ( République démocratique du Congo), archevêque de Kinshasa[48].
- Anders Arborelius ( Suède), évêque de Stockholm[48],[49].
- Jean-Marc Aveline ( France), archevêque de Marseille et futur président de la CEF à partir du 1er juillet 2025[50],[49]. Jusque ici, il était présenté comme ayant un fort handicap sur la maîtrise de l'italien, mais il est apparu que dans les congrégations générales et en privé sa maîtrise de la langue se soit nettement améliorée[51].
- Charles Maung Bo ( Birmanie), archevêque de Rangoun[49].
- Timothy Dolan ( États-Unis), archevêque de New York[49].
- Péter Erdő ( Hongrie), archevêque d'Esztergom-Budapest[48],[49].
- Jean-Claude Hollerich ( Luxembourg), archevêque de Luxembourg[49].
- Mario Grech ( Malte), secrétaire général du Synode des évêques[49]. Son nom est avancé pour la première fois par le cardinal Jean-Claude Hollerich et représenterait la continuité du pape François notamment vis-à-vis du Synode sur la synodalité[51].
- Claudio Gugerotti ( Italie), préfet du Dicastère pour les Églises orientales[49].
- José Tolentino de Mendonça ( Portugal), préfet du dicastère pour la Culture et l'Éducation[52],[53].
- Pietro Parolin ( Italie), secrétaire d'État du Vatican[54],[48],[49].
- Pierbattista Pizzaballa ( Italie), patriarche latin de Jérusalem[48],[49].
- Robert Francis Prevost ( États-Unis), préfet du Dicastère pour les évêques[49].
- Robert Sarah ( Guinée), préfet émérite de la Congrégation pour le culte divin[54], il est présenté comme le favori des traditionalistes[55].
- Luis Antonio Tagle ( Philippines), pro-préfet du Dicastère pour l'évangélisation[54],[48],[49].
- Peter Turkson ( Ghana), préfet émérite du Dicastère pour le développement humain intégral[49], il est vu selon certains comme l'un des cardinaux les plus influents d'Afrique[55].
- Matteo Maria Zuppi ( Italie), archevêque de Bologne et président de la CEI[48],[49].

Des élections de non-papabili restent fréquentes, comme pour Jean XXIII (1958), Jean-Paul Ier (1978) et Jean-Paul II (1978).
Polymarket, le site de paris en ligne qui avait prédit la victoire de Donald Trump en 2024 avec une bonne avance, a obtenu dès le jour du décès du pape François 3 millions de dollars de paris sur l'issue du conclave. Le cardinal Parolin est en tête des paris, suivi par le cardinal Tagle.

## Enjeux
Le cardinal Gerhard Ludwig Müller, ancien préfet de la Congrégation pour la Doctrine de la foi nommé par Benoît XVI et destitué par François en 2017, appelle les cardinaux à rejeter l'utilisation des étiquettes « libéral » ou « conservateur ». Pour lui, l'enjeu principal du conclave est le risque d'un schisme en cas d'élection d'un pape non orthodoxe,.
Pour le cardinal François-Xavier Bustillo, l'Église a besoin à sa tête d'un homme sage pour unir les différents courants ecclésiaux divergents. Pour l'historien et vaticaniste Christophe Dickès, un des nombreux sujets dont le prochain pape devra s'occuper est la souffrance des traditionalistes depuis Traditionis custodes. Les sujets du rapport avec le monde contemporain, de l'évangélisation, des rapports avec les autres religions, et des abus sexuels, font également partie des enjeux du nouveau pontificat. Selon le cardinal Camillo Ruini, un des enjeux principaux du conclave est de « rendre l'Église aux catholiques, tout en la maintenant ouverte à tous ».
Le 29 avril, Donato Ogliari, abbé de Saint-Paul-hors-les-Murs, prononce devant les cardinaux réunis en congrégation générale une méditation. Dans ce discours, il affirme que, face aux défis auxquels fait face l'Église, celle-ci doit rester fidèle à sa vocation fondamentale d'annoncer le Christ. Rappelant l'action du pape François en faveur des plus petits, il rappelle que la douceur et l'humilité sont des qualités essentielles pour guider le peuple de Dieu. Il invite enfin les cardinaux à faire confiance à Dieu et en sa Parole pour guider le peuple chrétien. Il conclut en exhortant ainsi les cardinaux : « Laissez-le, l'Esprit Saint, être le protagoniste principal, laissez-le modeler vos cœurs, éclairer vos esprits et illuminer vos yeux afin que vous puissiez entendre, comprendre et voir les merveilles que le Seigneur est sur le point d'accomplir pour le bien de son Église et du monde entier ! ».
Selon le cardinal Joseph Zen, lors de son intervention en congrégation générale le 30 avril, un des enjeux principaux du conclave est de désigner celui qui décidera de la poursuite ou de l'arrêt définitif du synode sur la synodalité, qui serait une question de vie ou de mort pour l'Église telle qu'elle a été fondée par Jésus.
À quelques jours du conclave, les cardinaux apparaissent divisés, certains appelant à une continuité avec le pape François, tandis que d'autres souhaitent des changements. Selon le cardinal Walter Kasper, « le peuple de Dieu a déjà voté lors des funérailles et a appelé à la continuité avec François ». Pour le journaliste Austen Ivereigh, deux positions s'opposent : la première met en valeur la diversité, dans la continuité du pape François, et la seconde l'unité, avec une volonté de freiner les ruptures lancées par François et d'élire un pape avec un style « moins perturbateur ». Selon le journaliste Christopher Lamb (en), le candidat de l'unité serait Pietro Parolin, qui ne serait pas en rupture complète avec le pape précédent mais qui est réputé pour être plus diplomate. Le 30 avril 2025, le cardinal Beniamino Stella, partisan du cardinal Parolin, surprend les cardinaux réunis en congrégation générale en s'attaquant à certaines décisions de François, notamment celles qui ont permis à des laïcs et des femmes d'occuper des fonctions importantes à la Curie. Pour les partisans de la diversité, comme Michael Czerny, proche du pape François, l'unité ne constitue pas un programme.
Parmi les enjeux avancés par les médias, l'origine du futur pape est évoquée. Après un premier pape sud-américain, des médias ont évoqué la possibilité d'un premier pape africain (en dehors des antiques papes nord-africains), continent où vit un catholique sur cinq. Plusieurs noms sont cités parmi les papabile, comme Peter Turkson, Robert Sarah ou encore Fridolin Ambongo Besungu,. Pour le cardinal John Onaiyekan, « nous avons des cardinaux qui sont valables parmi les électeurs africains » mais « il n'y a pas de préférence à base de provenance, de continent ». L'idée d'un pape asiatique est aussi fréquemment évoquée, avec des profils comme le « François asiatique », Luis Antonio Tagle, ou encore Charles Maung Bo. Pour le cardinal Philippe Barbarin, aucune origine n'est à exclure sauf les États-Unis pour des raisons géopolitiques, mais le futur pape devra avoir deux qualités fondamentales : « être un véritable pasteur et un solide théologien ».

## Polémiques
Quelques jours après les funérailles du pape François, des médias conservateurs italiens affirment que le président français Emmanuel Macron cherche à intervenir dans le conclave à venir. Cette accusation fait suite à deux dîners que le président de la République aurait organisé le 25 avril 2025 avec l'influent Andrea Riccardi, cofondateur de la Communauté de Sant'Egidio, et le 26 avril 2025 à l'ambassade de France près le Saint-Siège en compagnie de quatre cardinaux français électeurs, Jean-Marc Aveline, Philippe Barbarin, François Bustillo et Christophe Pierre. Emmanuel Macron est accusé de vouloir favoriser l'élection du cardinal Jean-Marc Aveline, principal papabile français. L'Élysée dément toute volonté du président d'intervenir dans le conclave. Le cardinal François Bustillo dément lui aussi ces rumeurs. D'autres journaux italiens, comme le quotidien libéral Il Foglio, tournent en dérision ces accusations, y voyant « une manifestation de sentiments antifrançais » du gouvernement de Giorgia Meloni.
Le 1er mai 2025, des médias conservateurs relaient une rumeur selon laquelle le cardinal Pietro Parolin, secrétaire d'État et papabile sérieux, aurait fait un malaise le 30 avril 2025. Le lendemain, le Vatican dément cette information.
La présence de certains cardinaux fait aussi polémique, en raison d'affaires judiciaires ou d'accusations pesant ou ayant pesé sur eux. C'est le cas du cardinal français Philippe Barbarin, archevêque émérite de Lyon, accusé de non-dénonciation d'agressions sexuelles sur mineurs dans le cadre de l'affaire Bernard Preynat, affaire dans laquelle il est relaxé en appel en 2020. C'est aussi le cas du cardinal péruvien Juan Luis Cipriani Thorne, archevêque de Lima, non-électeur, mais présent à Rome pour participer aux congrégations générales alors qu'il est accusé d'agressions sexuelles sur un mineur et que le pape François avait forcé à démissionner et interdit de porter les insignes cardinalices.
L'âge du cardinal burkinabé Philippe Ouédraogo, archevêque émérite de Ouagadougou, pose également question. Dans l'édition 2024 de l'Annuaire pontifical, il est indiqué qu'il est né le 25 janvier 1945. Il aurait dans ce cas perdu sa qualité d'électeur le 25 janvier 2025. Mais sa carte d'identité émise en 2025 indique le 31 décembre 1945 comme nouvelle date de naissance, ce qui lui permet de n'avoir que 79 ans à la mort de François et donc de participer au conclave. Il explique ce changement par le fait qu'il est né à la maison et qu'il n'a pas été enregistré par l'état civil.
Habitué aux provocations et aux polémiques, le président américain Donald Trump affirme en plaisantant le 29 avril qu'il se verrait bien pape, « j'aimerais être pape. Ce serait mon premier choix ». Il affirme ensuite ne pas avoir de préférence, notant toutefois qu'un cardinal originaire de New York, l'archevêque Timothy Dolan, est « très bon ». Le 2 mai, sur son réseau social Truth Social, le président Trump réitère en postant une photo de lui, générée par intelligence artificielle, habillé en pape, image relayée sur X par le compte officiel de la Maison-Blanche. Des évêques américains, tout comme l'ancien président du conseil italien Matteo Renzi, dénoncent cette image. Le cardinal Timothy Dolan, ami de Donald Trump, affirme qu'il n'aime pas cette représentation.

## Déroulement du conclave

### MessePro Eligendo Romano Pontifice
Le matin du 7 mai, les cardinaux se réunissent en la basilique Saint-Pierre pour la célébration de la messe Pro Eligendo Romano Pontifice (pour l'élection du pontife romain), conformément à la constitution apostolique Universi Dominici gregis. Elle est présidée par le cardinal-doyen Giovanni Battista Re, qui appelle à élire un pape capable d'unir l'Église.

### Entrée en conclave

La chapelle Sixtine
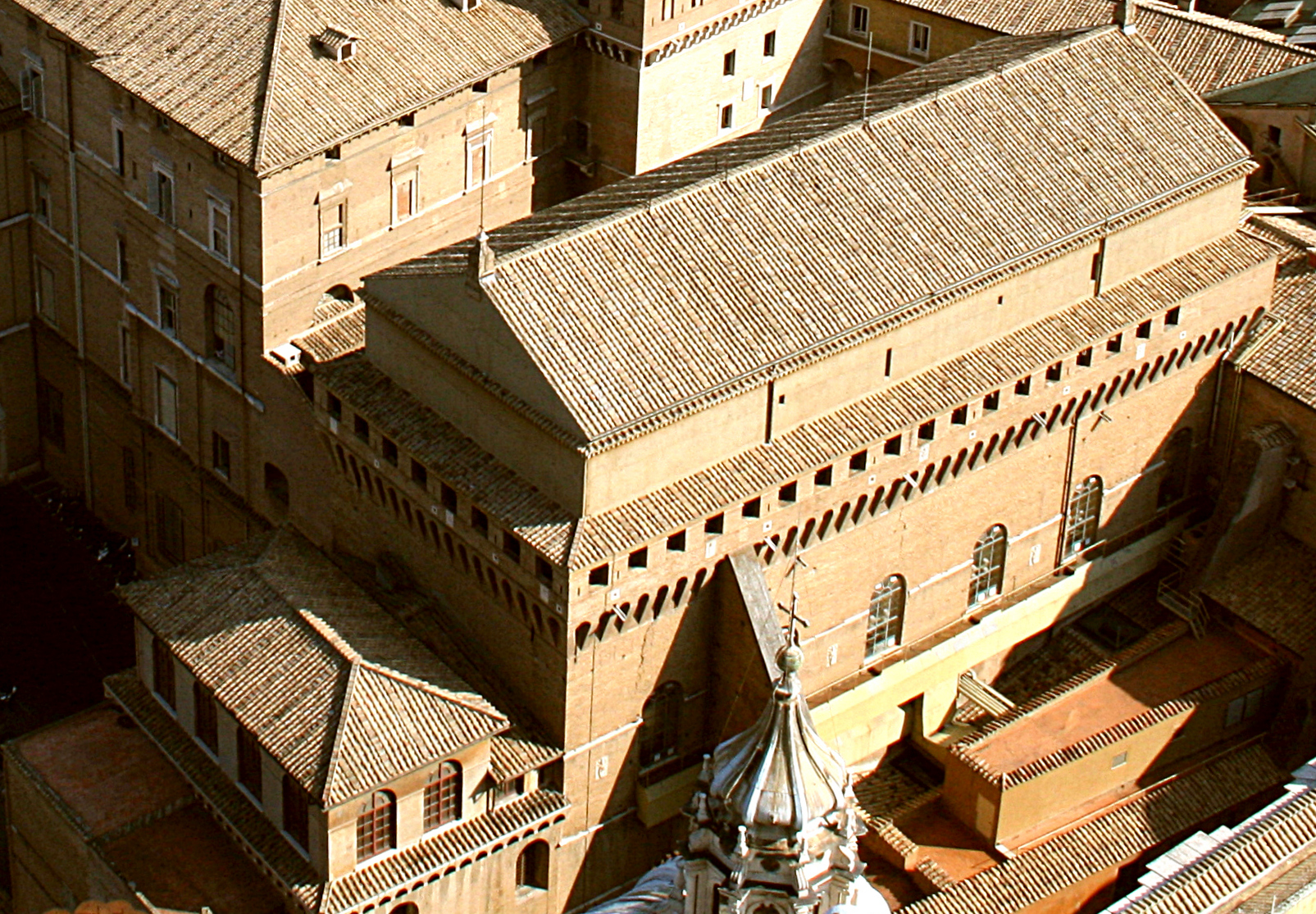
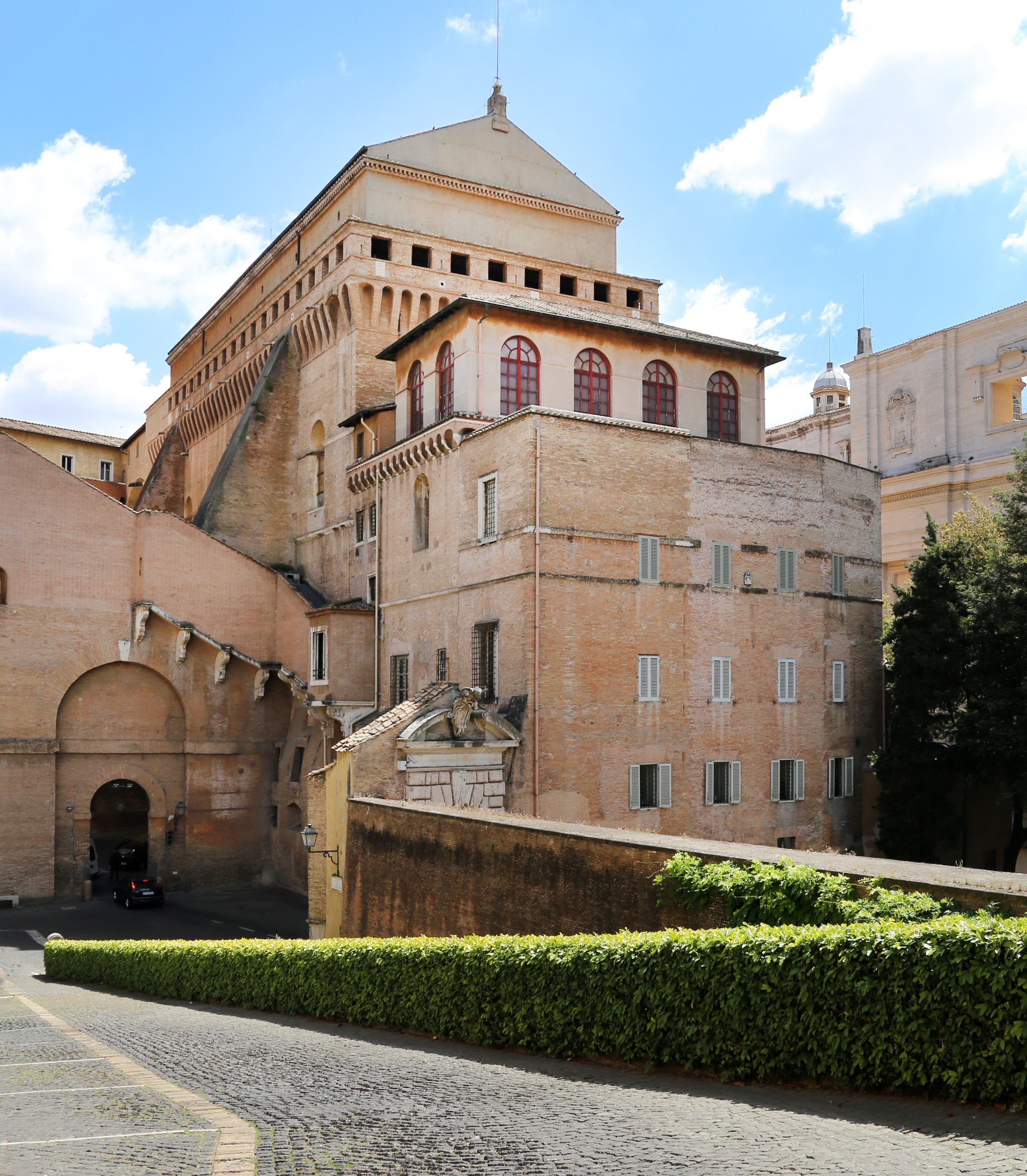
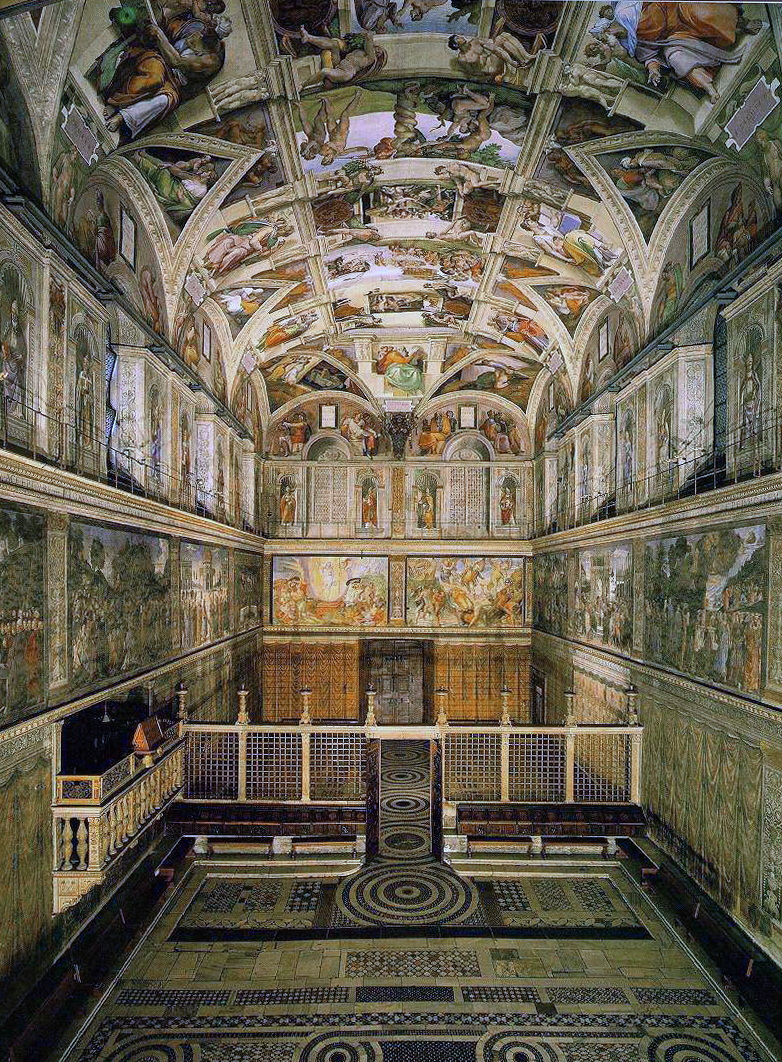

Avant le début de la cérémonie, les cardinaux électeurs, en habit de chœur, prient devant le Saint-Sacrement dans la chapelle Pauline. À 16 h 30, ils partent en procession vers la chapelle Sixtine en chantant la litanie des saints et le Veni Creator Spiritus, dans l'ordre protocolaire inverse, commençant par le cardinal-diacre le plus récent, George Koovakad. Participent aussi à la procession le cardinal non-électeur Raniero Cantalamessa, qui prononce la méditation avant le début du premier vote, le secrétaire du conclave, Ilson de Jesus Montanari, le maître des cérémonies pontificales Diego Ravelli, deux protonotaires apostoliques, deux prélats de la Rote romaine, les cérémoniaires pontificaux, le secrétaire du cardinal qui préside le conclave ainsi que le chœur de la chapelle Sixtine.

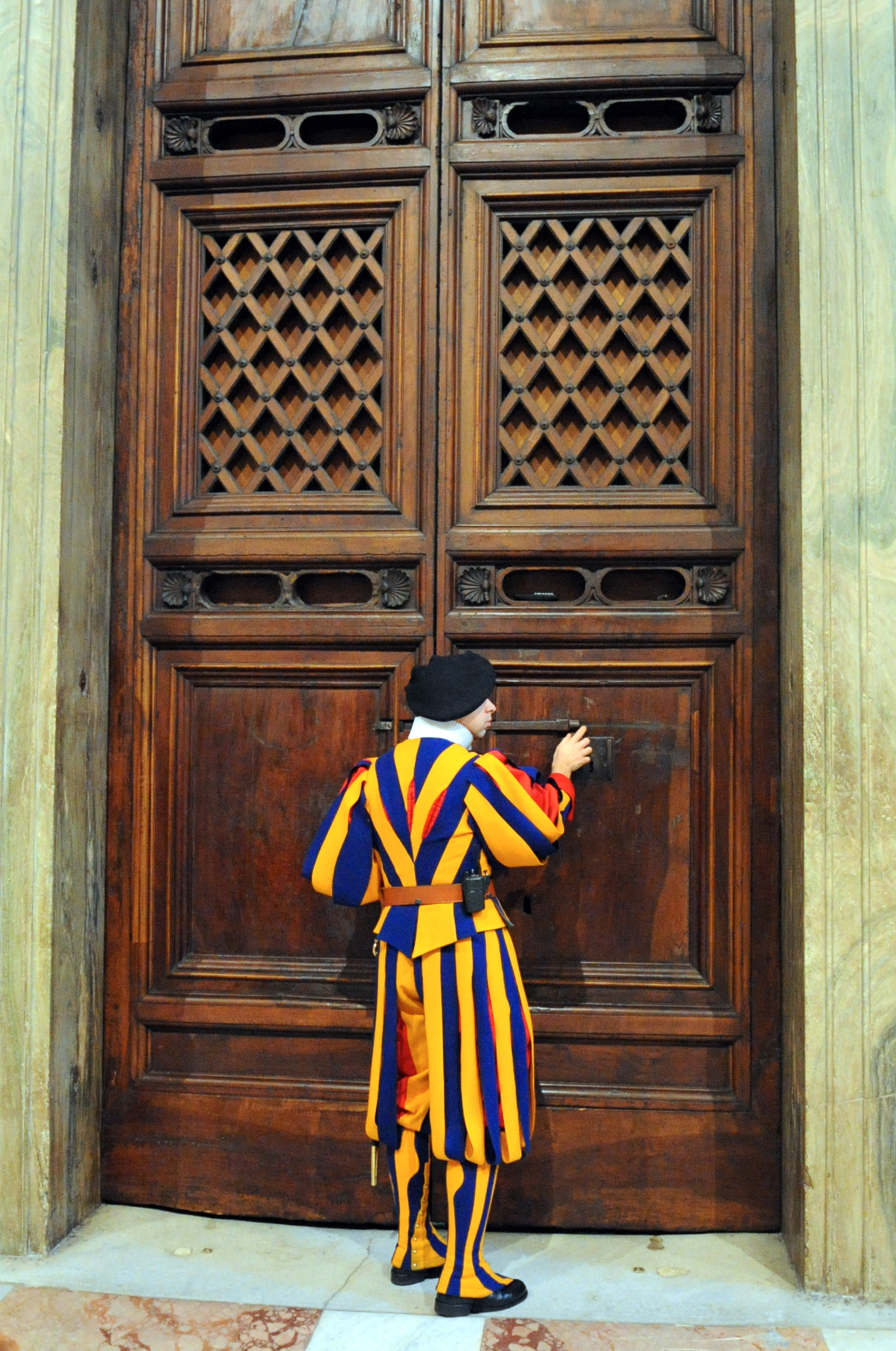
Les portes de la chapelle Sixtine (ici en 2014) ont été fermées à le 7 mai.

Une fois installés dans la chapelle Sixtine, les cardinaux électeurs prêtent deux serments en latin. Le premier est collectif tandis que le second est individuel, les cardinaux s'avançant tout à tour dans l'ordre protocolaire pour jurer, la main droite avec l'anneau cardinalice posée sur l'Évangile, de respecter le secret du conclave. Le premier à prêter serment est le cardinal Pietro Parolin, qui préside le conclave en sa qualité de cardinal-évêque électeur le plus ancien, le doyen du Collège, Giovanni Battista Re, étant âgé de plus de 80 ans. Il est suivi des autres cardinaux-évêques, des cardinaux-prêtres et des cardinaux-diacres.
Une fois le serment du dernier cardinal prononcé, George Koovakad, le maître des cérémonies liturgiques pontificales, Diego Ravelli, prononce la formule Extra omnes ! (« Tous dehors ! ») puis referme la porte de la chapelle à 17 h 46, une fois tous les non-cardinaux sortis. Le cardinal Raniero Cantalamessa, ancien prédicateur de la Maison pontificale, prononce ensuite une méditation (en), cette méditation dure 45 minutes, à la fin de laquelle le cardinal demande « au futur pape d’être lui-même » selon le cardinal Joseph Tobin.

### Scrutins
Le premier tour de scrutin a lieu dès le premier jour du conclave sans qu'un cardinal ne réunisse les deux tiers des voix nécessaires pour devenir pape. Néanmoins les cardinaux Parolin et Prevost auraient réunis à eux deux ces deux tiers. Le lendemain, les deux premiers scrutins du matin ne permettent toujours pas l'élection d'un pape, comme en témoigne la fumée noire s'échappant de la cheminée de la chapelle Sixtine, scrutée par de nombreux fidèles déçus sur la place Saint-Pierre. Selon le journaliste Mikael Corre, le cardinal Prevost aurait obtenu un score proche des 89 voix requises, laissant peu de doutes à l'issue du conclave. Le cardinal Prevost aurait même profité de la pause méridienne pour préparer un discours. Après le repas à la résidence Sainte-Marthe et un temps de repos ou de prière, les cardinaux retournent à la chapelle Sixtine pour les scrutins de l'après-midi. 
| Date       | Heure     | Type de fumée | Remarques                                                                      |
| ---------- | --------- | ------------- | ------------------------------------------------------------------------------ |
| 7 mai 2025 | 21 heures | noire         | Prévue vers 19 heures, elle arrive deux heures plus tard.                      |
| 8 mai 2025 | 11 h 51   | noire         | Elle indique l'échec des 2e et 3e scrutins qui ont eu lieu pendant la matinée. |
| 8 mai 2025 | 18 h 8    | blanche       | Elle annonce l'élection de Robert Francis Prevost à l'issue du 4e scrutin,.    |

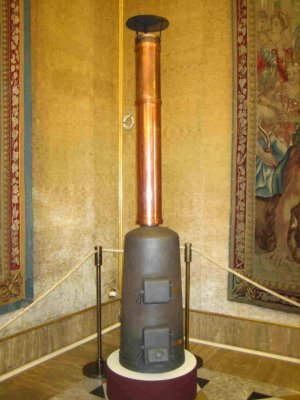
Cheminée et incinérateur pour brûler les votes.
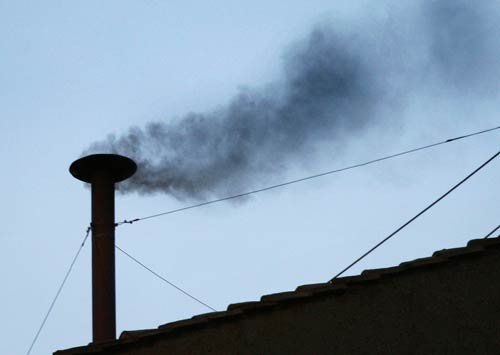
Fumée noire : Papam nondum habemus !
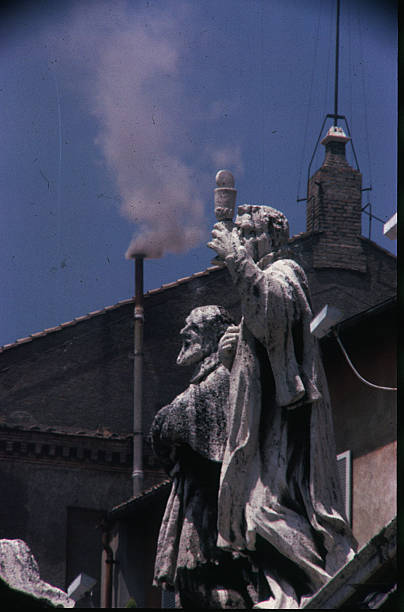
Fumée blanche : Habemus papam !

### Habemus papam
À l'issue du quatrième scrutin dépouillé, l'Américano-péruvien Robert Francis Prevost, cardinal-évêque du diocèse suburbicaire d'Albano et préfet du dicastère pour les évêques, est élu pape le 8 mai 2025. Selon les différentes confidence, il aurait reçu plus de 100 des 133 votes en sa faveur. Il prend le nom de règne de Léon XIV. Il s'agit du premier pape né aux États-Unis et le premier pape augustin depuis Eugène IV, mort en 1447. 
À 18 h 8, la fumée blanche qui sort de la cheminée et les cloches de la basilique Saint-Pierre annoncent au monde l'élection d'un nouveau pape. Cette nouvelle est accueillie avec joie par la foule rassemblée sur la place Saint-Pierre. Alors que la foule se rassemble pour l'annonce du nom du pape et sa première apparition au balcon, la gendarmerie vaticane et les gardes suisses se rassemblent devant la basilique au son de la fanfare, ainsi qu'une délégation de l'armée italienne. 
À 19 h 12, le maître des cérémonies pontificales, Diego Ravelli, ouvre la porte de la chapelle Sixtine et le cardinal protodiacre, le Français Dominique Mamberti, est le premier à apparaître au balcon. Il prononce la formule d'annonce du nouveau pape : « Annuntio vobis gaudium magnum : Habemus papam ! Eminentissimum ac Reverendissimum Dominum, Dominum Robertum Franciscum, Sanctae Romanae Ecclesiae Cardinalem Prevost, qui sibi nomen imposuit Leonem decimum quartum. » (« Je vous annonce une grande joie : nous avons un pape ! Le très éminent et très révérend seigneur, Monseigneur Robert Francis, cardinal de la sainte Église romaine Prevost, qui s'est donné le nom de Léon XIV. »).
Quelques minutes plus tard, le nouveau pape, qui laisse échapper quelques larmes d'émotion, apparaît pour la première fois, acclamé et applaudi par la foule. Ses premiers mots, en italien, sont « La paix soit avec vous tous » puis il poursuit avec un discours dans lequel il rend hommage au pape François et rappelle qu'il est un augustin. Il adresse, en espagnol, des mots à destination du Pérou et plus particulièrement du diocèse de Chiclayo, dont il a été l'évêque de 2014 à 2023. Il prononce ensuite sa première bénédiction Urbi et orbi.

## Après le conclave
Le soir du 8 mai 2025, ainsi que le lendemain, de nombreux cardinaux racontent à la presse ce qu'il s'est passé pendant le conclave :
- le cardinal Jean-Paul Vesco raconte que Léon XIV « a eu un score magistral », dans Le Figaro[97] ;
- le cardinal Désiré Tsarahazana donne le score obtenu par Léon XIV : « bien plus de 100 voix », à l'agence de presse italienne Ansa[98] ;
- le cardinal Vinko Puljić explique à l'agence de presse catholique de la Conférence épiscopale de Bosnie-Herzégovine que « le premier vote a été très « dispersé ». Ensuite, le débat s'est rétréci et s'est concentré sur le cardinal Prevost, car on a vu qu'il avait la « capacité » d'être un leader. En particulier, les cardinaux nommés par le pape François lui ont apporté un soutien fort. »[99] ;
- le cardinal Blase Cupich raconte que, lors de la quatrième votation, « il devenait de plus en plus clair qu’il était peu probable qu’il n’atteigne pas le nombre magique de 89. […] Lorsqu’il a atteint les 89, nous avons tous applaudi. Nous avons attendu, bien sûr — le dépouillement a continué après […]. Le cardinal Tobin, en déposant son vote, a commenté qu’il l’avait vu la tête [du cardinal Prévost] entre les mains. »[100] ;
- le cardinal Luis Antonio Tagle, préfet du dicastère pour l'évangélisation, donne de nombreux détails sur l'état de Léon XIV juste avant son élection dans Il Messaggero ; il lui aurait posé de nombreuses questions, explique qu'il était tendu, « respirant profondément », précisant même : « Je lui ai offert un bonbon, j'en ai toujours sur moi et il a accepté, c'était mon premier acte de charité envers le nouveau pape. »[101] ;
- lors d'une conférence de presse organisée par la conférence des évêques catholiques d'Angleterre, le cardinal Vincent Nichols raconte que le premier vote a eu lieu tardivement car le cardinal Raniero Cantalamessa a prononcé une méditation de plus d'une heure[102].

Toutes ces révélations posent de nombreuses questions concernant le secret du conclave auquel sont astreints l'ensemble des participants, comme le prévoit la constitution apostolique Universi Dominici gregis. En effet, cette constitution apostolique prévoit l'excommunication latae sententiae pour qui raconterait ce qu'il se passe pendant le conclave (paragraphe 55 et suivants).